# Pellston
Pellston é uma vila localizada no estado americano de Michigan, no Condado de Emmet.

## Demografia
Segundo o censo americano de 2000, a sua população era de 771 habitantes.
Em 2006, foi estimada uma população de 786, um aumento de 15 (1.9%).

## Geografia
De acordo com o United States Census Bureau tem uma área de
5,0 km², dos quais 5,0 km² cobertos por terra e 0,0 km² cobertos por água. Pellston localiza-se a aproximadamente 213 m acima do nível do mar.

## Localidades na vizinhança
O diagrama seguinte representa as localidades num raio de 28 km ao redor de Pellston.